# Mekakucity Records
Mekakucity Records (メカクシティレコーズ Mekakushiti rekōzu?, lit. «Registros de la ciudad ciega») es el segundo álbum de estudio del músico japonés Jin, también conocido como Shizen no Teki-P. Es también el último disco de la serie Kagerou Project, la cual finaliza. Fue puesto a la venta por 1st PLACE y Sony Music el 29 de mayo de 2013. Tiene once canciones y dos instrumentales, estos últimos narrados por las seiyū Kana Asumi y Kana Hanazawa, que dan vida a los personajes de Ene y Marry, respectivamente. Por su parte, todas las canciones cuentan con la colaboración vocal de la cantante ficticia IA - Aria on the Planetes-.
En la semana del 10 de junio de 2013, Mekakucity Records alcanzó la primera posición de la lista de ventas japonesa Oricon, lo que convirtió a Jin en el primer músico japonés que trabaja con Vocaloid en lograr dicha hazaña.

## Argumento
Al igual que en su anterior trabajo, Mekakucity Days, Jin en Mekakucity Records incluye canciones a modo de 'historias', que esta vez apelan a finalizar la serie Kagerou Project. «Children Record» es el tema de apertura de la serie, que da a conocer a sus personajes principales. Las canciones «Yobanashi Deceive», «Shōnen Brave», «Gunjō Rain» y «Ayano no Kōfuku Riron» relatan las historias del pasado de los personajes Shūya Kano, Kōsuke Seto, Shion Kozakura y Ayano Tateyama, respectivamente. Por otro lado, 
«Yūkei Yesterday» presenta una historia de un amor no profesado por parte de Takane Enomoto hacia Haruka Kokonose; «Outer Science» enseña un 'mal final' en el cual los personajes principales son asesinados; «Otsukimi Recital» muestra el entusiasmo de Momo Kisaragi al querer subirle el ánimo a Hibiya Amamiya; «Lost Time Memory» da a conocer la 'ruta XX', una historia alternativa en la que Shintarō Kisaragi se suicida; «Mary no Kakū Sekai» revela los sentimientos de Marry Kozakura al ser sus amigos asesinados en «Outer Science»; y finalmente, «Summer Time Record» es el 'buen final' en el que los personajes deciden separarse y seguir sus vidas cada uno por su propio camino.

## Lista de canciones
| Mekakucity Records — CD |                                                                        |               |          |  |
| N.º                     | Título                                                                 | Voz           | Duración |  |
| 1.                      | «サマーエンドロール (instrumental) / Summer Endroll (instrumental)»    | Kana Asumi    | 0:48     |  |
| 2.                      | «チルドレンレコード (re ver.) / Children Record (re ver.)»             | IA            | 3:02     |  |
| 3.                      | «夜咄ディセイブ / Yobanashi Deceive»                                   | IA            | 3:22     |  |
| 4.                      | «少年ブレイヴ / Shōnen Brave»                                          | IA            | 4:33     |  |
| 5.                      | «夕景イエスタデイ / Yūkei Yesterday»                                   | IA            | 3:53     |  |
| 6.                      | «群青レイン (re ver.) / Gunjō Rain (re ver.)»                          | IA            | 5:23     |  |
| 7.                      | «アウターサイエンス / Outer Science»                                   | IA            | 3:35     |  |
| 8.                      | «オツキミリサイタル / Otsukimi Recital»                                | IA            | 3:41     |  |
| 9.                      | «ロスタイムメモリー Lost Time Memory»                                  | IA            | 4:46     |  |
| 10.                     | «アヤノの幸福理論 / Ayano no Kōfuku Riron»                             | IA            | 5:37     |  |
| 11.                     | «マリーの架空世界 / Mary no Kakū Sekai»                                | IA            | 2:59     |  |
| 12.                     | «クライングプロローグ (instrumental) / Crying Prologue (instrumental)» | Kana Hanazawa | 0:41     |  |
| 13.                     | «サマータイムレコード / Summer Time Record»                            | IA            | 4:35     |  |

| Mekakucity Records — DVD |                                             |                    |          |  |
| N.º                      | Título                                      | Director del video | Duración |  |
| 1.                       | «チルドレンレコード / Children Record»      | Shidu              | 3:05     |  |
| 2.                       | «夜咄ディセイブ / Yobanashi Deceive»        | Shidu              | 3:22     |  |
| 3.                       | «ロスタイムメモリー / Lost Time Memory»     | Shidu              | 4:46     |  |
| 4.                       | «アヤノの幸福理論 / Ayano no Kōfuku Riron»  | Shidu              | 5:37     |  |
| 5.                       | «メカクシティレコーズ / Mekakucity Records» | Shidu              | 4:15     |  |